# ويليام رايت (سياسي)
ويليام رايت (بالإنجليزية: William Wright)‏ هو سياسي أمريكي، ولد في 13 نوفمبر 1794 في الولايات المتحدة، وتوفي في 1 نوفمبر 1866 في نفس البلد. حزبياً، نشط في حزب اليمين والحزب الديمقراطي. وقد انتخب عضو مجلس النواب الأمريكي وانتخب عضو مجلس الشيوخ الأمريكي.